# Opština Staro Nagoričane
Opština Staro Nagoričane (makedonsky Општина Старо Нагоричане) je jednou ze 6 opštin Severovýchodního regionu a také současně jednou z 80 opštin v Severní Makedonii. Rozkládá se téměř uprostřed regionu. Rozloha je 433,41 km². Správním centrem opštiny je vesnice Staro Nagoričane.

## Popis
Opština je venkovského typu a tvoří ji celkem 39 vesnic, jimiž jsou:
| Jméno      | makedonsky |  | Jméno            | makedonsky       |  | Jméno            | makedonsky       |
| ---------- | ---------- |  | ---------------- | ---------------- |  | ---------------- | ---------------- |
| Algunja    | Алгуња     |  | Drenok           | Дренок           |  | Orah             | Орах             |
| Aljince    | Аљинце     |  | Žegljane         | Жегљане          |  | Osiče            | Осиче            |
| Arbanaško  | Арбанашко  |  | Željuvino        | Жељувино         |  | Pelince          | Пелинце          |
| Bajlovce   | Бајловце   |  | Kanarevo         | Канарево         |  | Puzajka          | Пузајка          |
| Breško     | Брешко     |  | Karlovce         | Карловце         |  | Ramno            | Рамно            |
| Bukovljane | Буковљане  |  | Koince           | Коинце           |  | Rugince          | Руѓинце          |
| Vojnik     | Војник     |  | Kokino           | Кокино           |  | Staro Nagoričane | Старо Нагоричане |
| Vragoturce | Враготурце |  | M'glence         | М'гленце         |  | Stepance         | Степанце         |
| Vračevce   | Врачевце   |  | Makreš           | Макреш           |  | Strezovce        | Стрезовце        |
| Dejlovce   | Дејловце   |  | Malotino         | Малотино         |  | Strnovac         | Стрновац         |
| Dlabočica  | Длабочица  |  | Mlado Nagoričane | Младо Нагоричане |  | Cvetišnica       | Цветишница       |
| Dobrača    | Добрача    |  | Nikuljane        | Никуљане         |  | Cvilance         | Цвиланце         |
| Dragomance | Драгоманце |  | Oblavce          | Облавце          |  | Čelopek          | Челопек          |

Sousedními opštinami jsou:
Rankovce na východě, Kratovo na jihu a Kumanovo na jihu a na západě. Mimo to na severu hraničí se srbskými opštinami Preševo, Bujanovac a Trgoviště.

## Poloha
Opština se rozkládá v rozlehlém údolí řeky Pčiny, do níž se od východu vlévá říčka Petrošnica. Nadmořská výška je zhruba od 350 do 600 m. Jen malá část území na severovýchodě zasahuje do pohoří Kozjak, kde výška dosahuje až 1250 m n. m.

## Doprava
Na území opštiny je doprava pouze silniční. Jižní částí území prochází hlavní silnice A2/E 871, vedoucí z Kumanova na východ, na hranice s Bulharskem. Ve vesnici Mlado Nagoričane z ní odbočuje na sever regionální silnice R1207.

## Demografie
Podle posledního sčítání lidu z roku 2021 žije v opštině 3 501 obyvatel. Etnickými skupinami jsou:
- Makedonci = 2 513 (71,78 %)
- Srbové = 585 (16,71 %)
- ostatní a neuvedené = 402 (11,51 %)